# Kourganinsk
Kourganinsk (en russe : Курганинск), est une ville du kraï de Krasnodar, en Russie, et le centre administratif du raïon Kourganinski. Sa population s'élevait à 48 359 habitants en 2013.

## Géographie
Kourganinsk est située sur la rive droite de la rivière Bolchaïa Laba, à 128 km à l'est de Krasnodar et à 42 km — 52 km par la route — d'Armavir.

## Histoire
En 1853 est fondée le village cosaque de Kourgannaïa (en russe : Курганная). La ville reçoit le statut de ville en 1961, ainsi que son nom actuel de Kourganinsk. En 2002, une inondation dévastatrice affecte 4 500 appartements, dont 800 sont détruits.

## Population
Recensements (*) ou estimations de la population
| 1959*  | 1970*  | 1979*  | 1989*  |
| ------ | ------ | ------ | ------ |
| 24 266 | 34 815 | 37 559 | 40 763 |

| 2002*  | 2010*  | 2012   | 2013   |
| ------ | ------ | ------ | ------ |
| 46 618 | 47 970 | 48 189 | 48 359 |

## Économie
L'économie repose sur l'industrie agroalimentaire. L'entreprise OAO Galan (ОАО "Галан") produit : confiserie, farine, huile végétale, boissons gazeuses, crème glacée.